# Otto Zonschitz

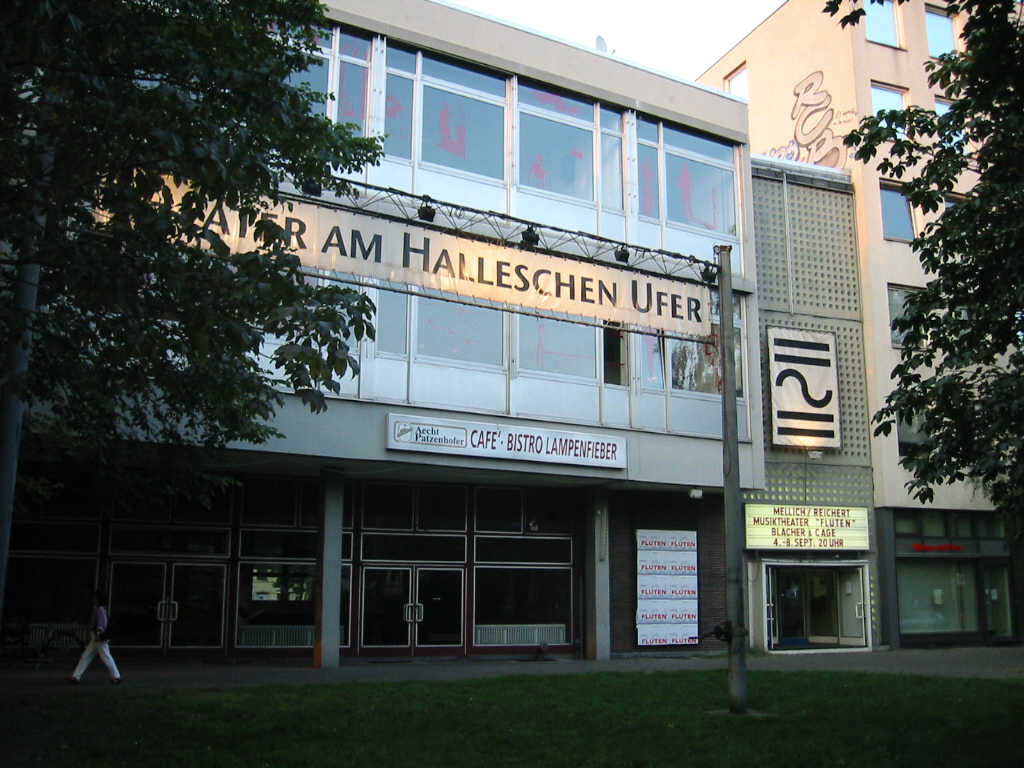
Theater am Halleschen Ufer 2002, zuvor Schaubühne und Theatermanufaktur

Otto Zonschitz (* im März 1939, als Geburtsort wird Wien angenommen; † 19. Februar 2005 in Wien) war ein österreichischer Schauspieler, Regisseur und Ensemblegründer.

## Werdegang
Otto Zonschitz absolvierte zunächst ein Jus-Studium an der Universität Wien (Promotion 1964). Seine Leidenschaft gehörte dem Theater und so schloss er sich in Wien dem „Komödianten“-Ensemble an, das am Börseplatz zuhause war und wo er sich vielfältig, vor allem als Schauspieler, einbrachte. 1968 wagte sich Zonschitz an die erste eigene Inszenierung. Neben seiner Regie bei den beiden Einaktern „Dansen“ und „Was kostet das Eisen“ von Bertolt Brecht wirkte er außerdem als Darsteller des Eisenhändlers Svenson mit. Gestärkt vom Debüterfolg stieg Zonschitz noch im selben Jahr aus, um ein eigenes Ensemble zu gründen, für das er schon Mitstreiter aus den Reihen der Komödianten gefunden hatte, nämlich seine Lebenspartnerin, die Schauspielerin Ilse Scheer, und den Musiker Rudolf Stodola (* 18. Feber 1946 in Wien) als seine engsten Vertrauten sowie vier weitere Schauspielerkollegen. Die letzte Aufführung mit den Komödianten fand am 25. November 1969 statt. Sie gaben das Stück Gesang vom Lusitanischen Popanz von Peter Weiss und nahmen es quasi als Grundstock ihres Repertoires gleich mit in die neue Wirkungsstätte Berlin. Die beiden Ensembles blieben durch Gastspiele verbunden.
Die Truppe, der Zonschitz von nun an vorstand, wurde Theatermanufaktur Berlin getauft und bezog Quartier in den Räumlichkeiten einer ehemaligen Schokoladenfabrik in einem Kreuzberger Hinterhof. Zum Wohnen und zum Proben war die Örtlichkeit geeignet, jedoch keineswegs für öffentliche Veranstaltungen, sodass die Theatermanufaktur an wechselnden Theatern, nicht nur in Berlin, auftrat. Die Arbeit des selbsternannten Kollektivs, das sein Publikum zu „eingreifendem Denken“ anzustiften gedachte, begann unter schwierigen ökonomischen Bedingungen. Da vom Stückeschreiben über die Ausstattung bis zu Verwaltungsaufgaben alles selbst erledigt wurde, konnte nur etwa eine größere Produktion pro Jahr entwickelt werden. Demgemäß waren es zwischen 1972 und 1982 zehn neue Stücke. Das erste trägt den Titel 1848 und handelt von den Revolutionen jenes Jahres. Das 243 Mal im In- und Ausland gespielte, von Zonschitz verfasste Bühnenwerk erlebte seine Uraufführung am 11. Mai 1973 am Landestheater Tübingen. Nach einer Tournee durch die Bundesrepublik Deutschland, die auch eine Aufführung in der Paulskirche in Frankfurt am Main anlässlich der 125-Jahr-Feier zur Gründung der Deutschen Nationalversammlung beinhaltete, gab es die Berlin-Premiere am 13. September in der Tribüne. Am 11. April 1974 fand wiederum im Landestheater Tübingen die Uraufführung von Hanns Eislers Opernlibretto Johann Faustus als Sprechtheaterstück statt. Schon diese Inszenierung wurde im Jahresheft von Theater heute von zwei Kritikern zur „besten des Jahres“ erhoben, dabei konnte Zonschitz erst für die West-Berliner Aufführung am 1. Februar 1977 (Grips-Theater) alle seine Ideen realisieren.
Außerdem nahm die Theatermanufaktur im April 1974 mit 1848 am 20. Festival Internazionale del Teatro Universitario in Parma teil und mit demselben Stück in Hamburg beim Norddeutschen Theatertreffen. 1976 und erneut 1977 kamen Einladungen zu den Ruhrfestspielen Recklinghausen hinzu. Im folgenden Jahr lieferte Zonschitz für die Ruhrfestspiele die Auftragsarbeit Das Richtfest oder Sei gegrüßt, Retter, wo ist unser Frühstück ab. Tourneen und Festivalteilnahmen in vielen Ländern Europas, darunter einige des Ostblocks, gehörten zum Alltagsgeschäft des Ensembles. Im Oktober 1979 wurde diesem der Kulturpreis des Deutschen Gewerkschaftsbundes verliehen. Danach kam es am 7. November im Württembergischen Staatstheater Stuttgart unter der gemeinsamen Regie von Zonschitz und Scheer zur Uraufführung von Zonschitz` Bearbeitung des Pablo-Neruda-Theaterstücks Glanz und Tod des Joaquín Murieta unter dem Kurztitel Murieta. Die gleichnamige Schallplattenaufnahme, die 1980 erschien, war eine von insgesamt sechs LPs. Bevor im Juni 1980 Murieta die Ruhrfestspiele bereicherte, wurde das Stück neben dem Faustus im altehrwürdigen Old Vic Theatre in London dargebracht. Am 16. Dezember war Berlin Schauplatz einer Premiere, und zwar des Brecht`schen Agitprop-Stücks Die Mutter. Im Künstlerhaus Bethanien war dies im Rahmen der Berliner Festwochen möglich geworden. Auf der im Oktober 1981 unter dem Theaterfabrik-Label im Hansa-Studio produzierten Langspielplatte Lieder gegen den Krieg befinden sich die beiden Zonschitz-Appelle Krieg und Nie wieder Krieg. Die grafische Gestaltung der Plattenhülle stammt ebenfalls von ihm. Wie bei der LP-Produktion, so zeichnete sich Otto Zonschitz auch bei den Inszenierungen stets auf mehreren Gebieten aus. Er konnte außer der Regiearbeit auch der Urheber des Stückes gewesen sein oder dessen Bearbeiter, darüber hinaus kann er für die Kostümentwürfe oder das Bühnenbild verantwortlich gewesen sein.
1982 wurden Zonschitz und seinem inzwischen auf 20 Personen angewachsenen Stab die Räume der Schaubühne am Halleschen Ufer zugewiesen. Im Februar begann das Mietverhältnis, im März der Spielbetrieb. Als weiteren Karrierehöhepunkt kann man das World Theatre Festival im entfernten US-amerikanischen Denver im Jahre 1982 nennen. Und auch die als Berliner Einrichtung unmittelbar erlebte Wendezeit brachte ein Erfolgserlebnis mit sich: Mit der Märchenkomödie Der Drache von Jewgeni Schwarz unternahm das Ensemble der Theatermanufaktur im April 1990 eine Gastspielreise durch die noch souveräne DDR. Zonschitz hatte eine Übersetzung angefertigt, das Bühnenbild und die Masken entworfen sowie Regie geführt. Zum Teil mit DDR-Schauspielerin besetzt, wurde die westdeutsche Inszenierung mit ihren „zeitgenössischen Anspielungen“, aber auch Brecht-Reminiszenzen als „ein Gewinn“ für die Theaterszene der DDR gewertet.
Es wurde aber auch hin und wieder Kritik am Inszenierungsstil Zonschitz` geübt. Es hieß, er überfrachte die Stücke mit Ausweitungen und Verdeutlichungen. So meinte Hellmut Kotschenreuther im Tagesspiegel zur Rundköpfe-Inszenierung: „Auch zuviel des Guten ist ein Zuviel.“ Zur selben Aufführung schrieb Ortrun Egelkraut im Berliner Volksblatt, der Theaterabend sei „zu einer langwierig drögen Angelegenheit“ geworden. Jürgen Beckelmann, ebenfalls Volksblatt, befand nach dem Besuch des „Turandots“: „Otto Zonschitz [konnte] überhaupt kein Ende mehr finden.“ Erst habe sich beim Rezensenten Langeweile eingestellt, dann „Grimmigkeit“, die im Gedanken „Ich bin […] doch nicht blöd!“ gegipfelt habe. Unbestritten ist Zonschitz’ Rang als einer der wichtigen Berliner Off-Theater-Pioniere. In den Augen des Tagesspiegels konnte er diesen allerdings nicht bewahren. Hatte er anfangs dafür gesorgt, dass freie Gruppen eigene Spielstätten und Fördergelder erhielten, reizte er die errungenen Privilegien später dergestalt aus, dass der innovativere Off-Theater-Nachwuchs auf der Strecke blieb. Mit dem Ausbleiben der Senats-Förderung 1992 hörte auch die Theatermanufaktur auf zu existieren. Zonschitz kehrte nach Wien zurück, wo er am 19. Februar 2005 einem Krebsleiden erlag.

## Projekte
- 1970: Gesang vom Lusitanischen Popanz von Peter Weiss
- 1973: 1848
- 1974: Johann Faustus von Hanns Eisler
- 1975: Die große Gangster-Schau
- 1975: Kaiser- und Küchenlieder
- 1977: Unser Recht zu leben (Szenen aus der Weimarer Republik) (später in Krieg, Frieden, Inflation umgetauft)
- 1978: Das Richtfest oder Sei gegrüßt, Retter, wo ist unser Frühstück
- 1979: Murieta nach Pablo Neruda
- 1980: Die Mutter von Bertolt Brecht
- 1981: Henry Ford oder das Große Gesetz
- 1982: Nebenschäden oder Die Zivilbevölkerung ein Problem
- 1984: Die Rundköpfe und die Spitzköpfe von Bertolt Brecht
- 1986: Nekrassow von Jean-Paul Sartre
- 1988: Turandot oder der Kongreß der Weißwäscher von Bertolt Brecht
- 1990: Der Drache von Jewgeni Schwarz